# Juan Oropeza
Juan Oropeza Riera (Carora, Venezuela, 24 de abril de 1906 - Caracas, Venezuela, 29 de noviembre de 1971) fue un jurista, doctor en ciencias políticas, escritor, diplomático y docente venezolano. Hermano menor del médico pediatra Pastor Oropeza Riera.

## Primeros años
En los inicios de su vida política, formó parte activa del movimiento estudiantil que se opondría a la dictadura del General Juan Vicente Gómez conocido como la Generación del 28, lo cual le costó ser encarcelado durante un año. A su salida, debió exiliarse junto a algunos de sus compañeros de lucha. Fue columnista de "El Heraldo", bajo la administración de Ángel Corao quien, en el año 1931, lo envía como corresponsal de la revista "Élite" a la ciudad de Madrid, España. 
Luego de la muerte de Gómez, regresa a Venezuela y en 1936 ejerce el cargo de Director del Liceo Andrés Bello de Caracas. Al año siguiente, se incorpora al partido ORVE y resulta elegido Diputado al Congreso de la República por el Estado Lara en tanto que continúa escribiendo su columna "Testimonios", publicada en el diario Ahora. En 1937, motivado a tensiones con el gobierno lopecista, resuelve mudarse a Chile. En 1941, sus ideales políticos lo convierten junto a Andrés Eloy Blanco, Gonzalo Barrios y Rómulo Betancourt en miembro fundador del partido Acción Democrática. 
Radicado en México, contrae nupcias con Alicia Sosa en 1944. Al año siguiente, es nombrado ministro de la delegación venezolana que tomó parte, por invitación del Presidente Franklin D. Roosevelt, en la elaboración del proyecto de la carta fundacional de las Naciones Unidas, junto a los Doctores Caracciolo Parra Pérez, Manuel Pérez Guerrero, Rafael Ernesto López Ortega y Pedro Zuloaga Ramírez. 
A fines de 1946 es electo Diputado a la Asamblea Nacional Constituyente y, posteriormente, designado Embajador de Venezuela en el Reino Unido. A raíz de la caída del Presidente Rómulo Gallegos, se establecerá en París y habrá de dedicar el resto de su vida al servicio de Venezuela en el extranjero para los gobiernos que sucedieron a la dictadura del General Marcos Pérez Jiménez. 

## Últimos años
Es así como en 1958, ocupa el cargo de Embajador de Venezuela en Francia y, en vista de su impecable desempeño amén de un singular dominio del idioma francés, es nombrado Embajador de Venezuela ante la UNESCO, en 1964. Durante el gobierno de Raúl Leoni, es designado Embajador en Colombia para apuntalar los intereses de Venezuela ante el gobierno del Presidente Carlos Lleras Restrepo. Destacado profesor de Sociología y periodista de fuelle, su actividad pedagógica le valió ser Director del Liceo Lisandro Alvarado, Profesor Invitado "Visiting Professor" de la Cátedra de Arte y Literatura en la Universidad de Minnesota y Rector de la Universidad Central de Venezuela, en la década de los cuarenta. 
El Doctor Oropeza fue una de las inteligencias mejor cultivadas en el más alto sitial de las letras patrias y exponente de las más elevadas virtudes ciudadanas. Su honorable y dilatada trayectoria profesional así como la exaltación del pensamiento venezolano en el plano internacional le hicieron acreedor de la Orden Ciudad de Caracas otorgada por el Concejo Municipal del Distrito Federal, Orden del Águila Azteca (México), Orden de la República Española, Orden Francisco de Miranda y Orden Libertador Primera Clase, entre otras. 
Durante sus años de exilio, su esposa y él trabaron estrechos lazos de amistad con pintores y literatos de la época como Pablo Picasso, Pablo Neruda, Giorgio de Chirico, Marie Laurencin, Miguel Ángel Asturias, Jorge Luis Borges, Nicolás Guillén, Paul Éluard y Georges Pillement, entre otros. Entre sus obras figuran: Breve Historia de Venezuela, Sucre, Cuatro siglos de historia venezolana, De Inglaterra y los ingleses, Fronteras, En perpetua fuga, Imparidad del destino americano y Del tiempo en que vivimos. Juan Oropeza, sucumbió al cáncer cerebral el 29 de noviembre de 1971 en su casa de Altamira, Caracas.